# Rufina (Vorname)
Rufina ist ein weiblicher Vorname.

## Herkunft und Bedeutung
Beim Namen Rufina handelt es sich um die weibliche Variante des römischen Cognomens Rufinus, der auf das Cognomen Rufus zurückgeht. Der Name leitet sich vom lateinischen Adjektiv rufus „rot“, „rothaarig“ ab.

## Verbreitung
Der Name Rufina ist insbesondere in Aserbaidschan und Spanien verbreitet. In Spanien wird er heute jedoch nur noch ausgesprochen selten vergeben.

## Varianten

### Weibliche Varianten
- Russisch: Руфина Rufina
  - Diminutiv: Финя Finja

### Männliche Varianten
- Deutsch: Rufus, Rufin
- Englisch: Rufus
- Griechisch: Ρούφος Rúfos
  - Altgriechisch: Ῥοῦφος Rûfos
- Italienisch: Rufino
  - Lateinisch: Rufinus, Rufus
- Portugiesisch: Rufino
- Spanisch: Rufino

## Namensträgerinnen
- Rufina († 257), frühchristliche Märtyrerin
- Rufina (ca. 270–287), Märtyrerin aus Sevilla
- Rufina Cambaceres (1883–1902), argentinische Schriftstellerin
- Rufina Dmitrijewa (1925–2001), russische Philologin
- Rufina Kreibich (* 1978), deutsch-russische Geräteturnerin
- Rufina Lévano Quispe (* 1955), peruanische Politikerin
- Rufina Ubah (* 1959), nigerianische Sprinterin